# Tre'Shawn Thurman
Tre'Shawn Thurman (San Diego, California, 15 de diciembre de 1995) es un baloncestista estadounidense que pertenece a la plantilla del Esenler Erokspor de la Basketbol Süper Ligi turca. Con 2,01 metros de estatura, juega en la posición de alero.

## Trayectoria deportiva

### Universidad
Jugó tres temporadas con los Mavericks de la Universidad de Nebraska en Omaha, en las que promedió 12,5 puntos, 6,7 rebotes, 1,2 asistencias y 1,0 tapones por partido. Después de la temporada 2016-17, Thurman decidió ser transferido para su última temporada de elegibilidad, considerando las ofertas de Drake y Wright State antes de decidirse por Nevada. Allí jugó una cuarta temporada en la que promedió 9,2 puntos y 5,8 rebotes por partido.

### Profesional
Tras no ser elegido en el draft de la NBA de 2019, en octubre fichó por los Detroit Pistons, quienes lo asignaron directamente a su filial en la G League, los Grand Rapids Drive. En su primera temporada en el equipo, y saliendo desde el banquillo, promedió 7,7 puntos y 3,5 rebotes por encuentro.
El 10 de agosto de 2022 firmó con el Filou Oostende de la BNXT League.
El 30 de julio de 2023 fichó por el BC Wolves de la Liga de Baloncesto de Lituania (LKL).
El 27 de julio de 2025 fichó por el Esenler Erokspor de la Basketbol Süper Ligi turca.